# ازملک (سرده)
اَزمَلَک (نام علمی: Smilax) نام یک سرده گیاه است. هریک از دو گونهٔ این جنس در شمال ایران است که ریشهٔ آن طبعی گرم و کاربرد دارویی دارد. جنسی از درختچه‌های جنگلی بالارونده از تیرهٔ مارچوبه‌ایان و غالباً دارای شاخه‌های خاردار و پیچنده و میوه‌های گرد و کوچک قرمز و برّاق است. در جنگل‌های مخروبهٔ نواحی جلگه‌ای تا میانبند جنگل‌های شمال گسترده شده‌است. برگ‌هایش گرد و با قاعدهٔ قلبی‌شکل و آرایش رگبرگ‌هایش کمانی است. سطح تنه پوشیده از خار می‌باشد و میوه‌اش سته و قرمزرنگ است. این‌گونه جست زیادی تولید می‌کند.

## نام
این گیاه در جاهای مختلف نام‌های گوناگونی دارد، از جمله عُشبه، پیچ اَزمَلَک، سلبک، همیشک، سِکلیم، بالکاملاس و گَمپوره. همچنین در نور آن را سِگلی و در دُرفَک بالکا و در اشرف لم و درساری مِلاش و در میاندره وِرگلام می‌نامند. در جاهای دیگر این نام‌ها را نیز برایش می‌توان یافت: شِنگیله، کُفُله‌بور، والی گیلی، تمیس، کامپوره، سکیلم، تَلی، وشات‌دانه، کلکادانه، ازملکی. همچنین، در کتاب‌های علمی عربی (از جمله در نوشته‌های ابن‌بیطار) سمیلقس و طقسوس نامیده شده که صورت عربی همان نام‌های فرنگی این گیاه‌اند.

## گونه‌های موجود در ایران

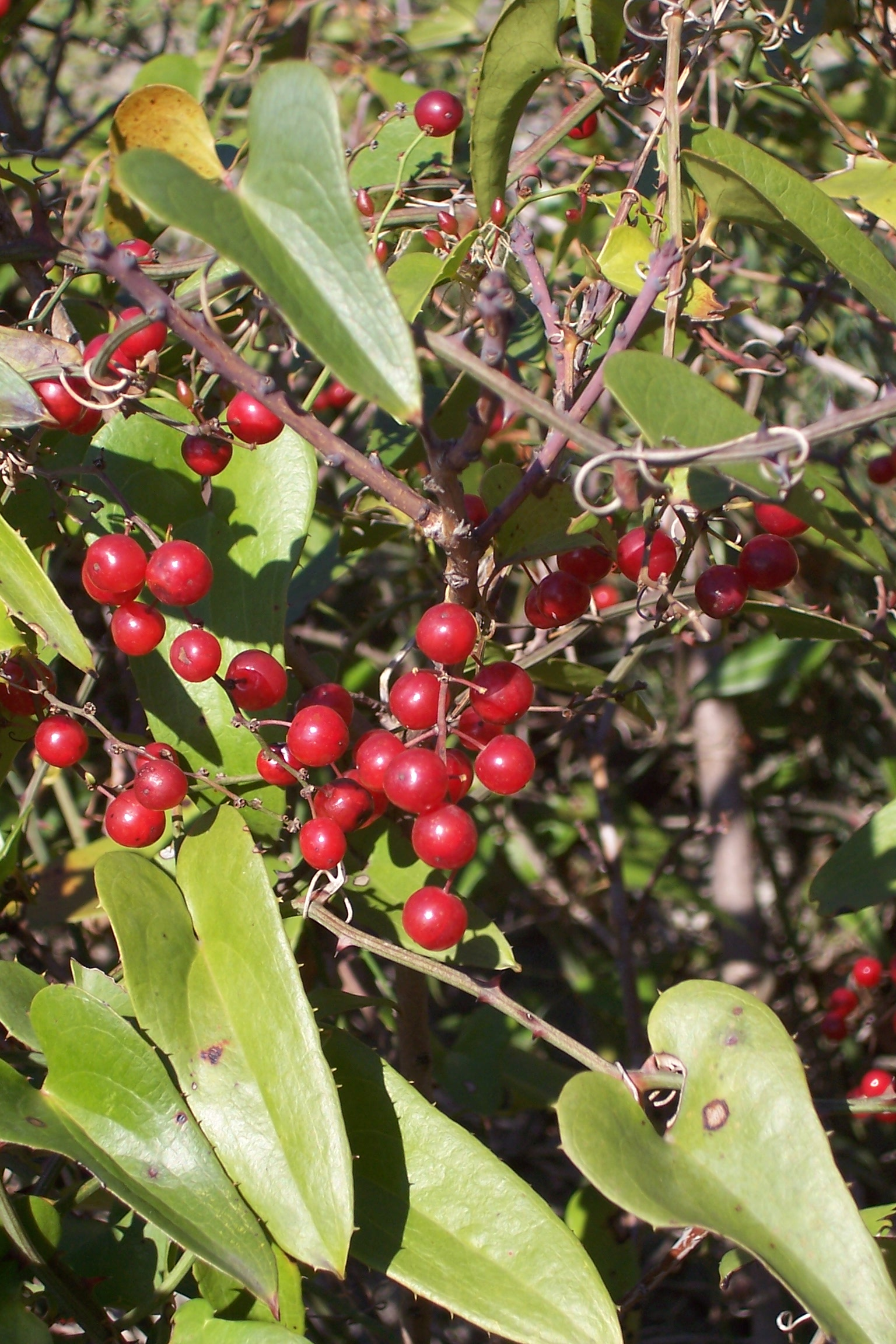
یک درختچهٔ ازملک از گونهٔ Smilax aspera L در منطقهٔ دُبِردو دِل لاگو (به ایتالیایی: Doberdò del Lago) در کشور ایتالیا

- ازملک زبر.[۵]
- Smilax excels L.[۶]